# Канал связи в электронной сети
В телекоммуникации канал связи — это канал связи, который соединяет два или более сообщающихся устройств. Этот канал связи может быть физическим или логическим, он может использовать один или более физических каналов связи.
Телекоммуникационный канал связи — это, как правило, один из нескольких видов каналов передачи информации, таких как те, которые предусмотрены в спутниковой связи, наземной радио-коммуникационной инфраструктуре и в компьютерных сетях, для подключения двух или более точек.
Термин связь широко используется в компьютерной сети (см. данные ссылки) для обозначения средств связи, соединяющих узлы сети. Если канал связи является логическим звеном, типы физического канала всегда должны быть указаны (например, канал передачи данных, канал передачи данных от абонента к базовой станции, канал передачи данных от базовой станции к абоненту, волоконно-оптический канал передачи данных, канал передачи данных точка-точка, и т. д.)

## Типы

### «Точка-точка»
Канал передачи данных точка-точка- это специальный канал передачи данных, который соединяет ровно два средства связи (например, два узла сети, домофон станция на лестничной площадке с одной внутренней селекторной станцией, радио путь между двумя точками и др.).

### Трансляция
Трансляция канала передачи данных соединяет два или больше узлов и поддерживает широковещательные передачи, где один узел может передавать данные так, что все остальные узлы могут получать одну и ту же передачу. Локальная сеть является примером.

### Многоточечная
Также известна как многоточечная связь, многоточечный канал передачи данных- это канал передачи данных, который соединяет два или более узлов. Также известный как общей топологии сетей, к ним относятся ATM и ретрансляция кадров, а также Х.25 сети, когда используются в качестве канала передачи данных на протокол сетевого уровня, как IP.
В отличие от трансляции канала передачи данных, нет механизма, чтобы эффективно отправить одно сообщение на все остальные узлы без копирования и повторной отправкой сообщения.

### Точка-многоточечная
Канал передачи данных точка-многоточка (или просто мультиточка) специфический тип многоточечной связи, который состоит из центральной конечной точки соединения, который подключен к нескольким периферийным точкам соединения. Любая передача данных, полученных из центральной точки соединения отправляется всем периферическим точкам соединения, во время передачи данных- любые полученные данные периферическими точкам соединения могут быть только от центральной конечной точки соединения.

### Частная и общественная — доступная и приватная
- Частный канал передачи данных- это канал передачи данных, который находится либо в собственности конкретного лица или канал передачи данных, к которому можно получить доступ по определённому правилу.
- Общественный канал передачи данных- это канал передачи данных, который использует коммутируемую телефонную сеть или другие публичные или общественные структуры, он призван обеспечивать канал связи, который может быть доступен для любого пользователя.

## Направление

### Восходящая линия связи
- В спутниковой связи, восходящая линия (UpLink, UL или U/L) — это часть линии связи, используемые для передачи сигналов от наземного терминала к спутнику или бортовой платформе. Исходящая связь является инверсией в нисходящей линии связи. Восходящая линия связи и нисходящая линия связи отличаются обратной и прямой линией связи.
- В сетях GSM и сотовых сетей, радио связи — это канал передачи данных от мобильной станции (мобильного телефона) к базовой станции (соты). Трафик и сигнальные потоки в пределах ПБС и GSM могут также быть определены как uplink и downlink.
- В компьютерных сетях, восходящий связью является подключение оборудования передачи данных к ядру сети. Оно также известно как входное соединение.

### Нисходящая линия связи
- В спутниковой связи, нисходящей линией (DownLink, DL) называется связь от спутника к наземной станции.
- В сетях GSM и сотовых сетей, радио связи — это канал передачи данных от базовой станции (соты) к мобильной станции (мобильного телефона). Трафик и сигнальные потоки в пределах ПБС и GSM могут также быть определены как uplink и downlink.
- В компьютерных сетях нисходящей линей связи является подключение оборудования передачи данных в направлении оконечного оборудования данных. Это также известно как выходное соединение.

### Прямая линии связи
Прямая линия связи — это линии связи из фиксированного местоположения (например, базовой станцией) для мобильного пользователя. 
Если канал связи включает в себя коммуникационный ретранслятор спутника, прямая линия связи будет состоять из двух частей, из восходящей линии связи (базовой станции к спутнику) и из нисходящей линии связи (спутник к мобильному пользователю), которые вместе составляют половину транзитного участка.

### Обратная линии связи
Обратная линия связи (иногда называется обратным каналом) - это линии связи от мобильного пользователя к фиксированной базовой станции.
Если ссылка включает в себя коммуникационный ретранслятор спутника, обратная связь будет состоять из восходящей линии связи (подвижной станции к спутнику) и из нисходящей линии связи (спутник к базовой станции), которые вместе составляют половину транзитного участка.

### Процессы UPLINKING и DOWNLINKING
Спутник принимает телевизионную трансляцию с наземной станции. Это называется «Uplinking», потому что сигналы отправляются с земли на спутник. Затем эти сигналы передаются (широковещание) вниз по области покрытия в процессе, называемом «Downlinking».
Чтобы гарантировать, что сигналы восходящей и нисходящей линии связи не мешают друг другу, для восходящего и нисходящего соединения используются отдельные частоты.